# Eugène-Alexandre de Montmorency-Laval
Eugène-Alexandre de Montmorency-Laval (20 juillet 1773, †2 avril 1851), 4e duc de Laval, est un militaire français du XIXe siècle.

## Biographie
Il est le quatrième fils d'Anne Alexandre Marie Sulpice Joseph de Laval-Montmorency et de Marie-Louise de Montmorency-Luxembourg (1750-1829). Il est d’abord appelé marquis de Montmorency.
Il fait, ainsi que son frère Achille, les campagnes de 1793, 1794 et 1795, dans l'Armée des Princes et dans l'Armée de Condé.
Rentré en France, il devint chevalier de la Foi.

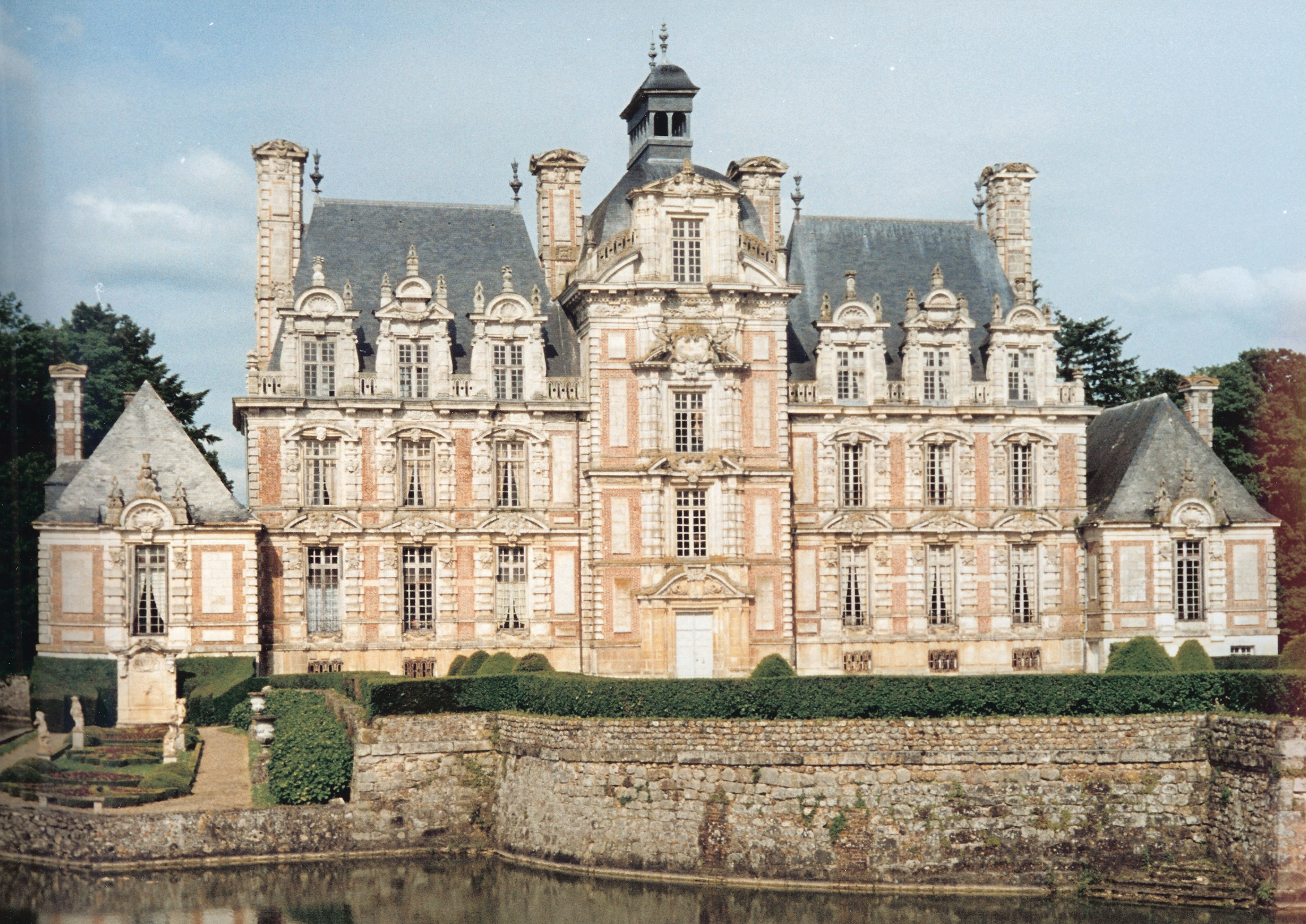
La façade ouest du château de Beaumesnil.

Il épouse en 1802 Maximilienne de Béthune-Sully (27 septembre 1772 † 1833), veuve du comte de Charost, héritière du château de Beaumesnil (Beaumesnil (Eure)). Ayant fait vœu d’y faire édifier une chapelle si les Bourbon revenaient au pouvoir, ils tiennent parole à l’avènement de Louis XVIII et la chapelle est consacrée en 1820.
Maréchal des camps et armées du roi et chevalier de l'Ordre royal et militaire de Saint-Louis, il est promu lieutenant général.
Veuf, il se remarie le 26 novembre 1833 à Gênes avec Anne Constance (1793 † 1882), fille de Joseph, comte de Maistre, philosophe : il n'a pas de postérité de ses deux unions.
En 1837, il hérite le titre de duc de Laval de son frère Anne Adrien Pierre.
Eugène-Alexandre transmet le château de Beaumesnil à son beau-frère, Rodolphe de Maistre (22 septembre 1789 † 5 février 1866 - Borgo Cornalese), comte de Maistre, général d'armée, gouverneur de la ville et comté de Nice, chevalier de l'ordre de l'Annonciade, lequel le transmet à son tour à son fils Charles de Maistre (1832 † 1897), personnalité du catholicisme social).